# Mitzic
Mitzic é uma cidade do Gabão localizada na província do Woleu-Ntem e a 331 km da cidade de Libreville.

## História
A cidade de Mitzic foi fundada gradualmente entre 1905 e 1910.